# تشاكي (لعبة أطفال)
تشارلز لي «تشاكي» راي، هو شخصية خيالية والشرير من سلسلة افلام لعبة طفل. يصور تشاكي كقاتل متسلسل سيئ السمعة تسكن روحه دمية «الرجل الطيب» وتحاول باستمرار نقل روحه من الدمية إلى جسم إنسان. أصبحت الشخصية واحدة من أكثر رموز الرعب تميزًا، والتي غالبًا ما يتم ذكرها إلى جانب فريدي كروجر، وجايسون فورهيس، وجوست فيس، وذو القناع الجلدي، وبيني وورز ومايكل مايرز، وقد تمت الإشارة إليها مرات عديدة في الثقافة الشعبية. في عام 1999، تم ترشيح شخصية تشاكي لجائزة MTV Movie Award لأفضل وغد عن فيلم Bride of Chucky. تم إنشاؤه من قبل الكاتب والمخرج دون مانشيني وتم تصويره والتعبير عنه من قبل براد دوريف في كل من الحركة الحية والصوت.

## الظهور
قدم تشاكي أول ظهور له في فيلم عام 1988 Child's Play. في الفيلم، يستخدم القاتل المتسلسل تشارلز لي راي (براد دويريف) طقوسًا في الفودو لنقل روحه من دمية الرجل الصالح في محاولة للخروج من جسد الدمية. ويعيش الآن على شكل دمية متحركة، ويعطى تشاكي (الذي مثله براد دوريف) للفتي الصغير أندي باركلي ذو الست سنوات أليكس فينسنت ويبدأ في ترويع الأسرة. جعل تشاكي ظهوره الثاني في الجزء الثاني من عام 1990، لعبة الطفل 2. في الفيلم، يواصل تشاكي (دوريف) الذي يبعث من جديد مساعيه لأندى (فينسنت)، الذي تم وضعه في الملجأ بعد أحداث الفيلم الأول. في فيلم لعبة طفل 3 (1991)، يعود تشاكي (دوريف) مرة أخرى من الثماني سنوات التي تلت أحداث الفيلم السابق لترويع أندي المراهق الذي يلتحق بمدرسة عسكرية.
في فيلم عروس تشاكي، مع تشاكي (دوريف) التي تم إحيائها من قبل شريكته السابقة وصديقته تيفاني فالنتاين (جنيفر تيلي). بعد نقل روح تيفاني إلى دمية عروس، يقوم الاثنان بترويع زوجين شابين في محاولة لنقل أرواحهم إلى أجساد بشرية. ثم يعاود ظهوره في فيلم «ذرية تشاكي» (2004) بعد ست سنوات عندما أعاد غلين ابن تشاكي وتيفاني احيائهما. ثم وضع الثلاثي نصب أعينهم على الممثلة جينيفر تيلي (في نسخة خيالية من نفسها)، التي لديهم تصاميم شريرة.
شهد فيلم لعنة تشاكي بالعودة إلى عناصر الرعب المباشرة الموجودة في الأفلام الثلاثة الأولى. يدور الفيلم بعد خمسة وعشرين عامًا من أحداث الفيلم الأول، حيث يعذب تشاكي مستخدمة الكرسي المتحرك نيكا بيرس (فيونا دوريف) الذي ينوي نقل روحه الي ابنة اخت نيكا (اليس). في عام 2017 في فيلم طائفة تشاكي يعود تشارلز إلى نيكا بيرس وهي في المصحة العقلية ليحاول من جديد نقل روحة، بينما يحاول اندي باركلي الشاب ايقافة مرة والي الابد.

## روابط خارجية
- لعبة طفل (فيلم)